# Rouletabille chez les bohémiens
Rouletabille chez les bohémiens és una pel·lícula francesa muda dirigida per Henri Fescourt, estrenada el 1922.
Aquesta pel·lícula es va estrenar al mateix temps que el cinéroman publicat com a sèrie al diari Le Matin.

## Episodis

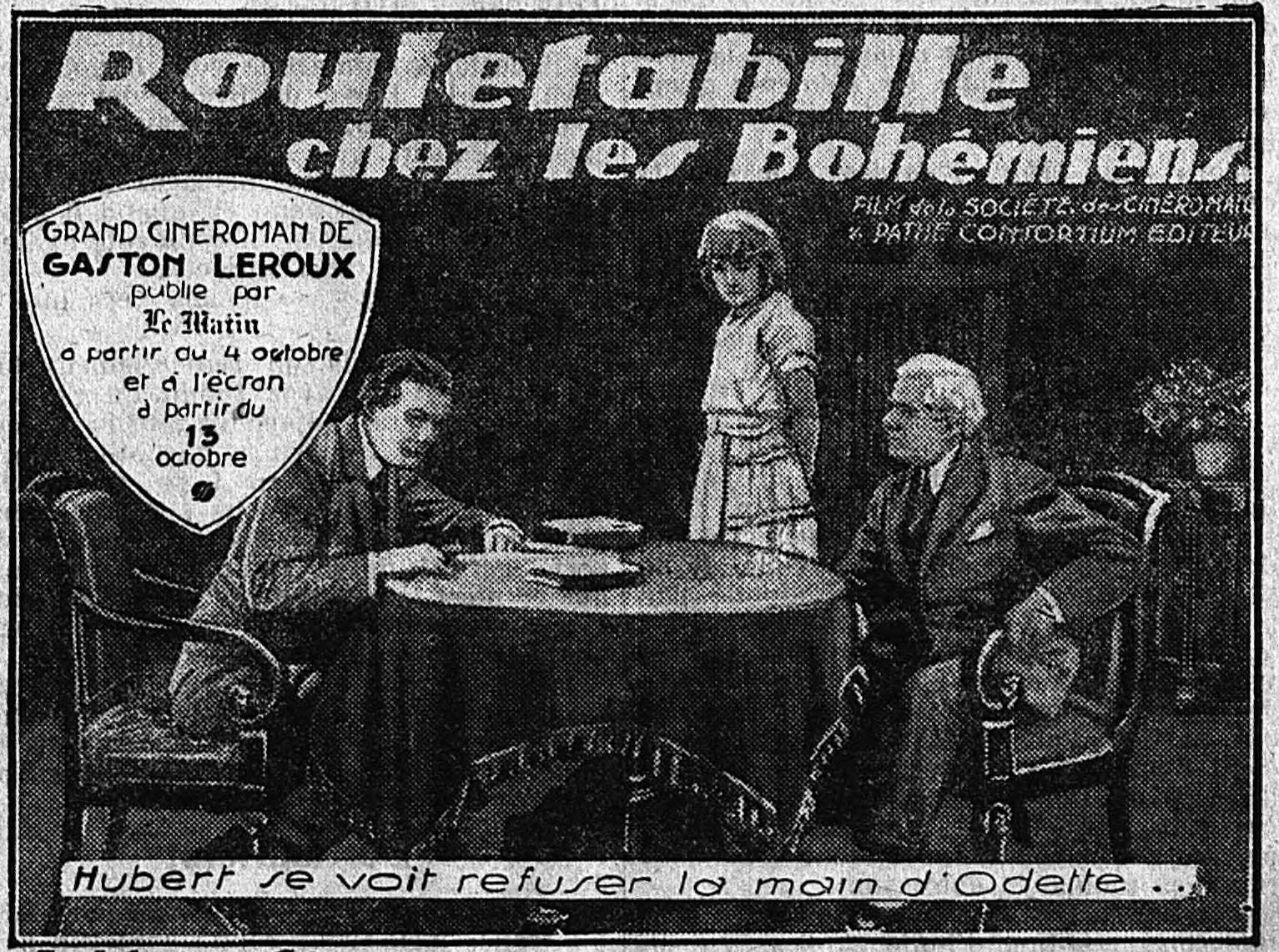
Anunci del cineroman

La pel·lícula va ser projectada progressivament en 10 episodis:
| Episodi               | Data de primera projecció        |
| --------------------- | -------------------------------- |
| Le Livre des Ancêtres | divendres 13 d'octubre de 1922   |
| L'Arrestation         | divendres 20 d'octubre de 1922   |
| L'Instruction         | divendres 27 d'octubre de 1922   |
| La Poursuite          | divendres 3 de novembre de 1922  |
| La Page déchirée      | divendres 10 de novembre de 1922 |
| L'Enlèvement          | divendres 17 de novembre de 1922 |
| À Sever-Turn          | divendres 24 de novembre de 1922 |
| La Pieuvre            | divendres 1 de desembre de 1922  |
| Révélation            | divendres 8 de desembre de 1922  |
| Le Retour             | divendres 15 de desembre de 1922 |

## Repartiment
- Gabriel de Gravone : Rouletabille
- Édith Jéhanne : Odette de Lavardens
- Jean Dehelly : Jean de Santierne
- Romuald Joubé : Andréa
- Joë Hamman : Hubert de Lauriac
- Suzanne Talba : Callista
- Jules de Spoly

## Galeria
Nombrosos personates foren representats a Le Matin per llançar el concurs associat a l'estrena de la cinenovel·la.

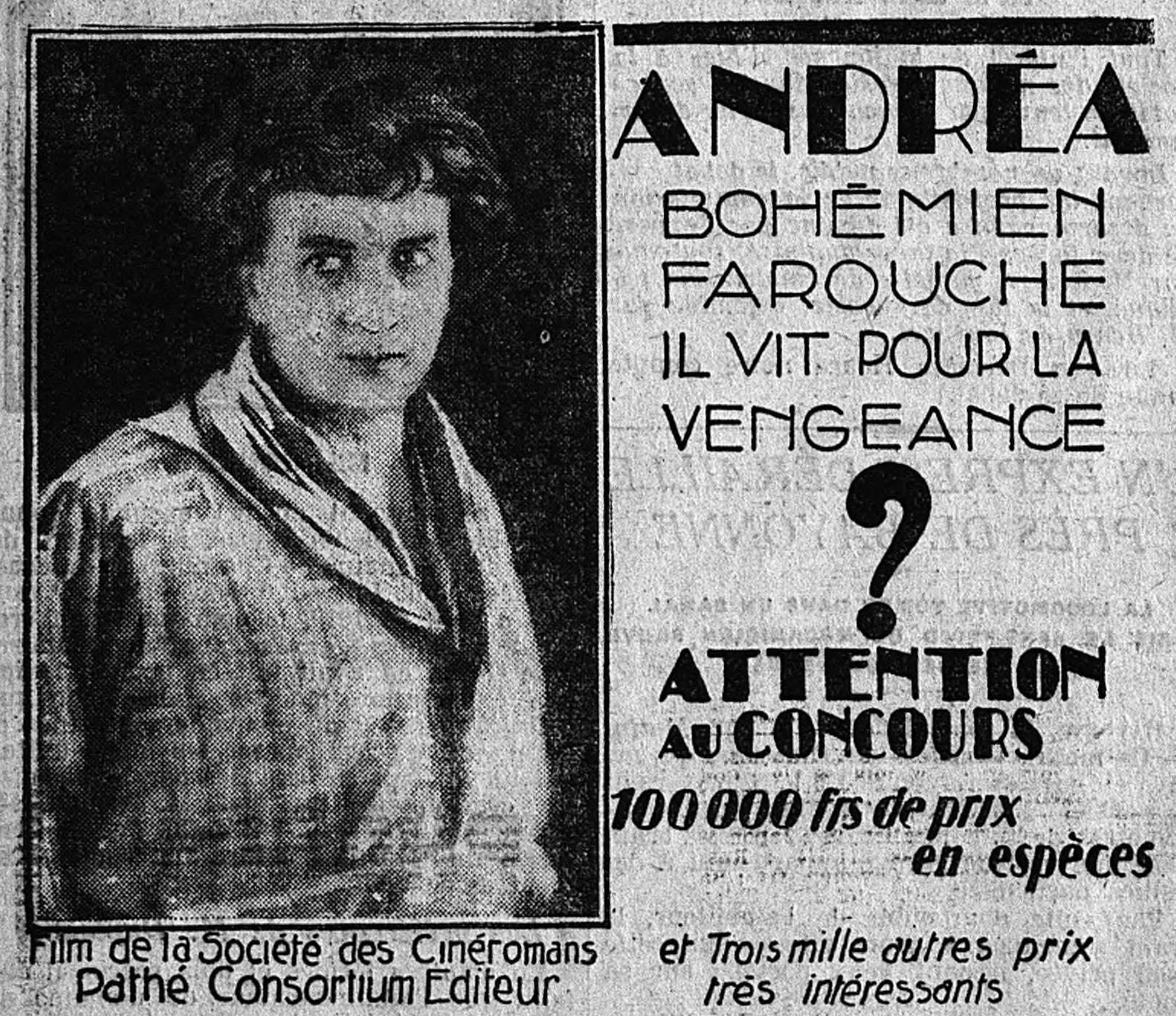
Andréa
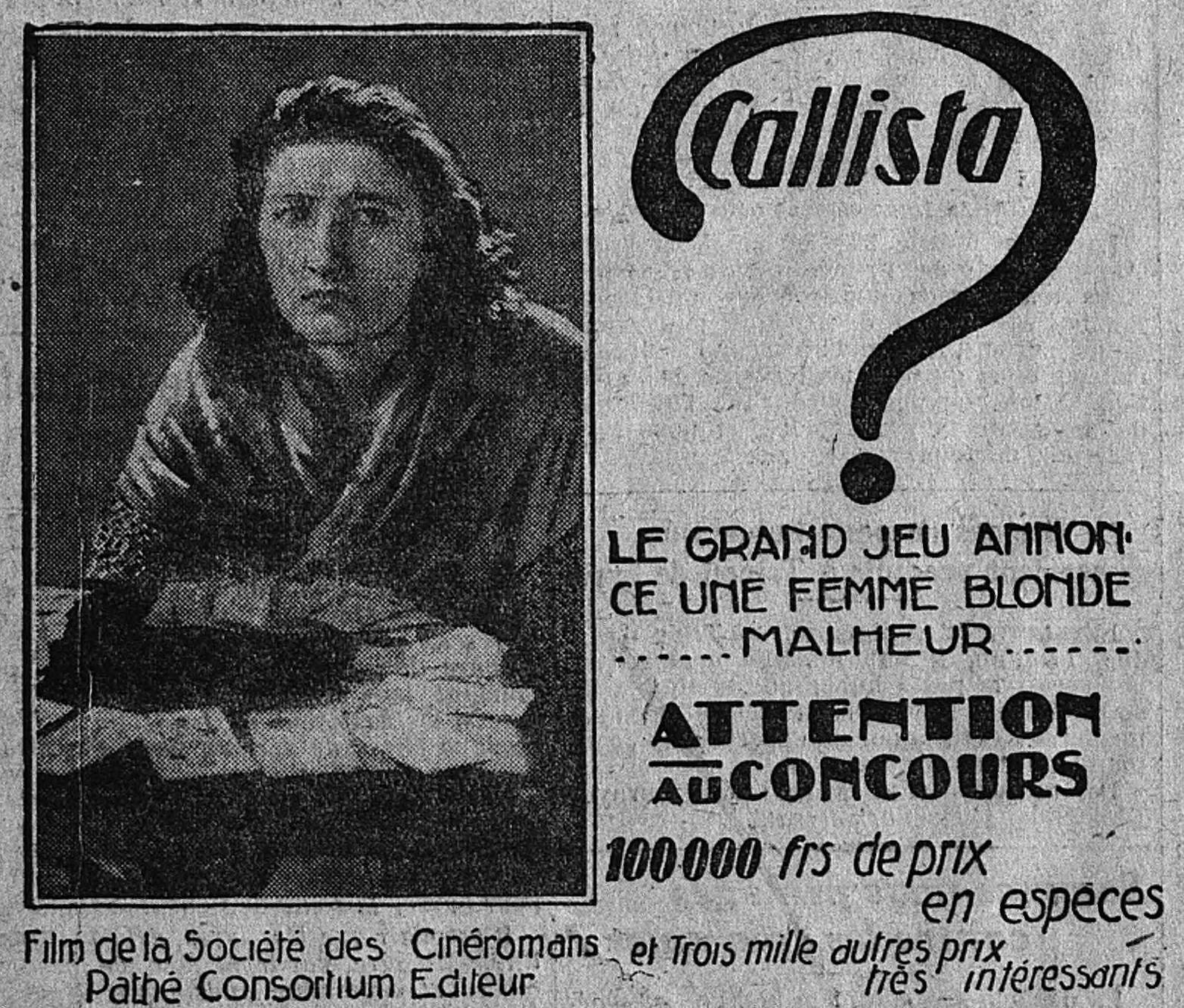
Callista
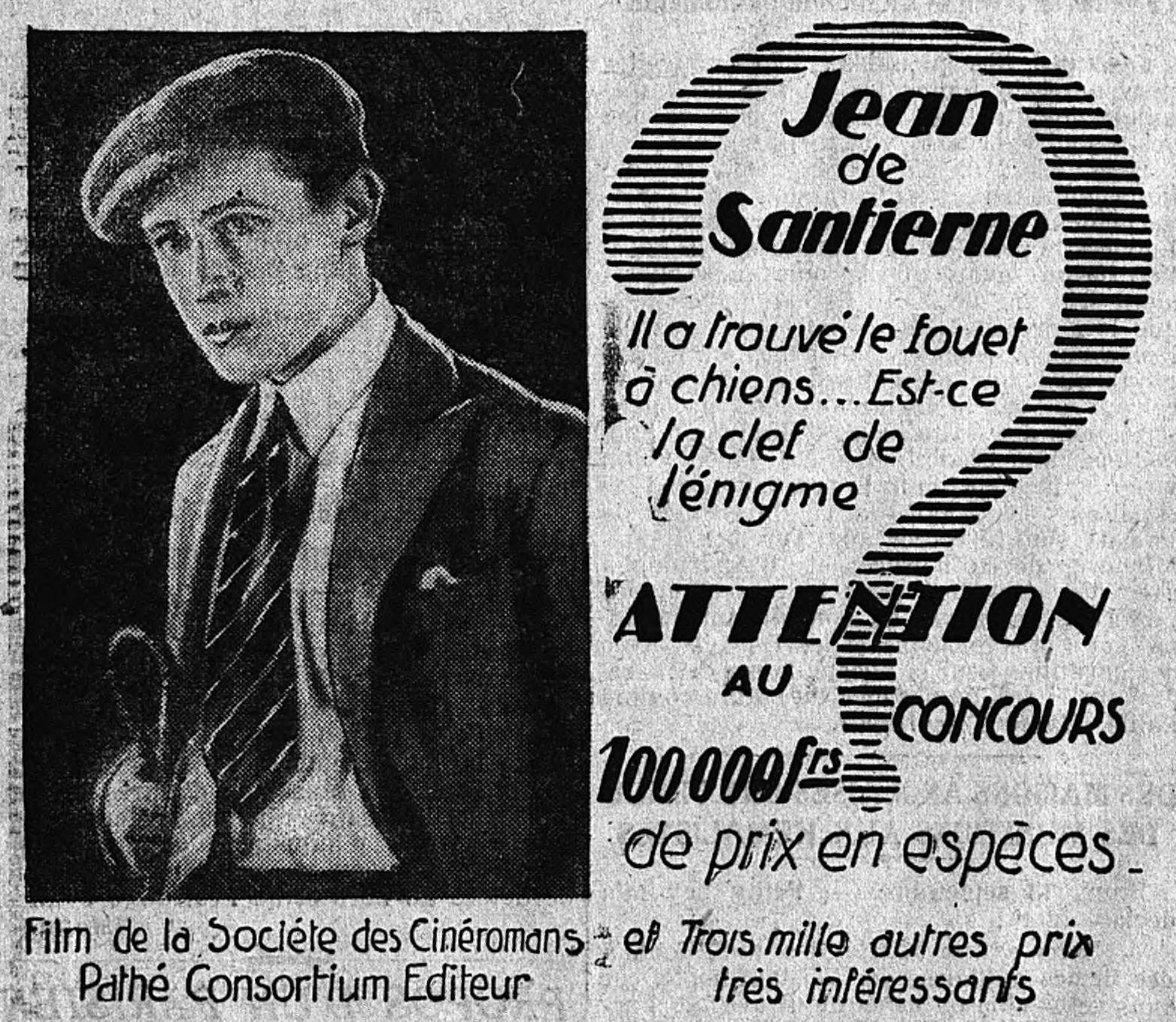
Jean de Santierne
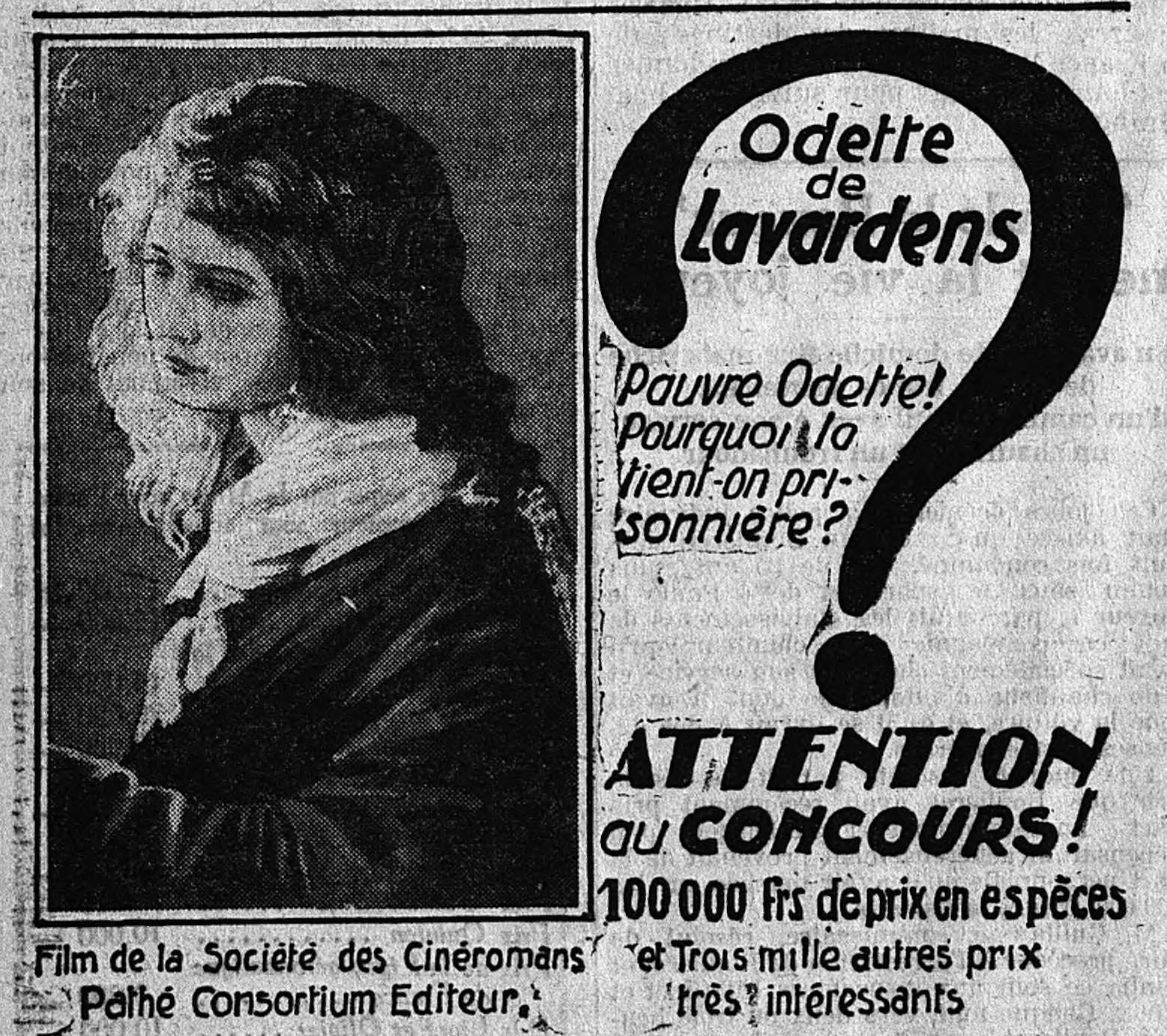
Odette de Lavardens
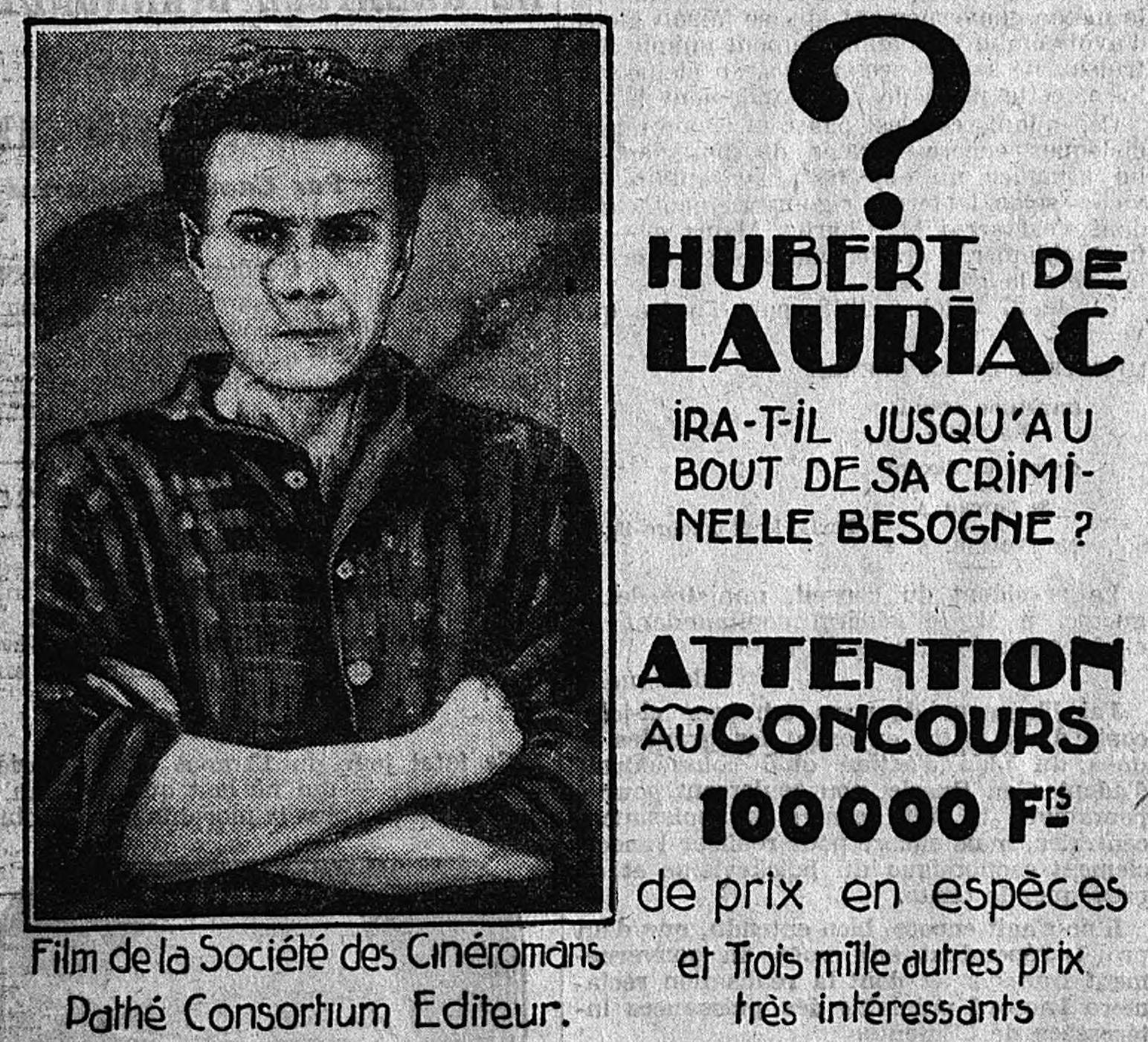
Hubert de Lauriac
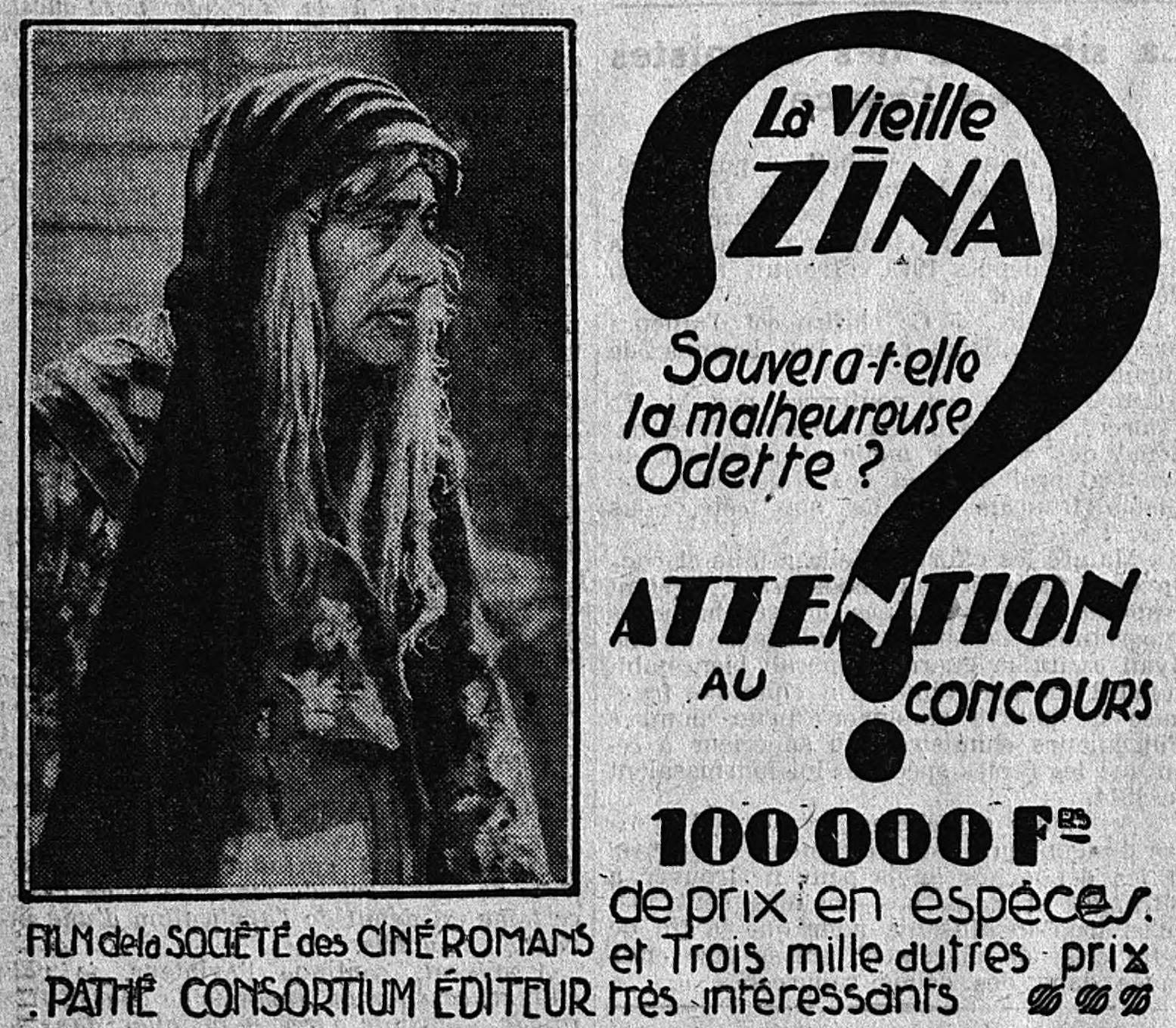
La vieille Zina
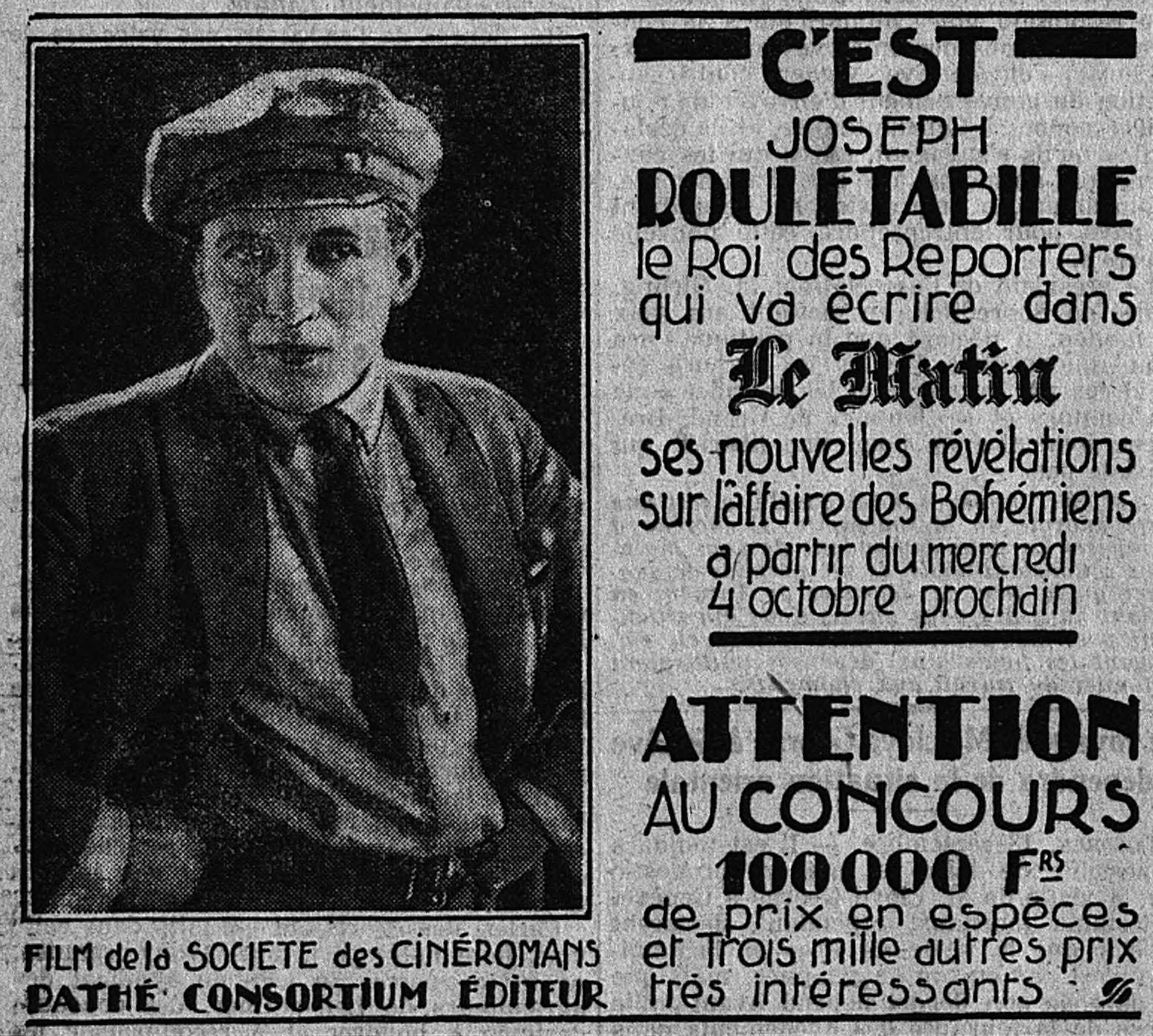
Rouletabille